# Atarba (Ischnothrix) connexa
Atarba (Ischnothrix) connexa is een tweevleugelige uit de familie steltmuggen (Limoniidae). De soort komt voor in het Australaziatisch gebied.